# Saint-Bonnet-en-Bresse
Saint-Bonnet-en-Bresse – miejscowość i gmina we Francji, w regionie Burgundia-Franche-Comté, w departamencie Saona i Loara. Nazwa miejscowości pochodzi od imienia św. Boneta.
Według danych na rok 1990 gminę zamieszkiwało 430 osób, a gęstość zaludnienia wynosiła 24 osoby/km² (wśród 2044 gmin Burgundii Saint-Bonnet-en-Bresse plasuje się na 508. miejscu pod względem liczby ludności, natomiast pod względem powierzchni na miejscu 524.).